# شونتو کوداما
شونتو کوداما (انگلیسی: Shunto Kodama؛ زادهٔ ۳ دسامبر ۱۹۹۹) بازیکن فوتبال است.
از باشگاه‌هایی که در آن بازی کرده‌است می‌توان به باشگاه فوتبال ناگویا گرامپوس اشاره کرد.